# Borggård
För orten Borggård, se Borggård, Finspångs kommun.

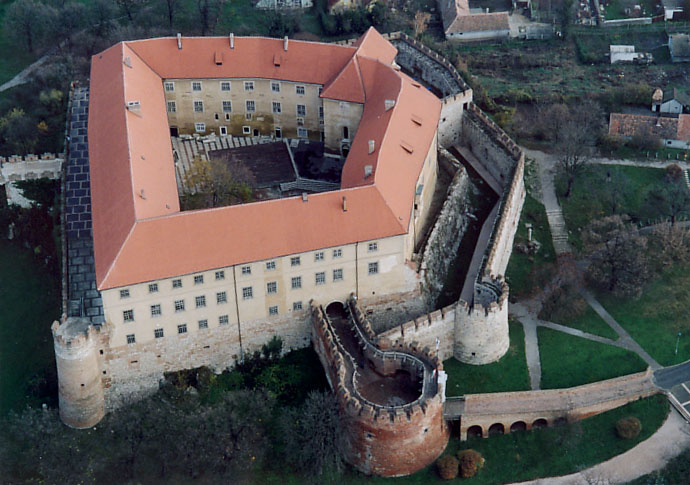
Slott med borggård (Siklós slott, Ungern).

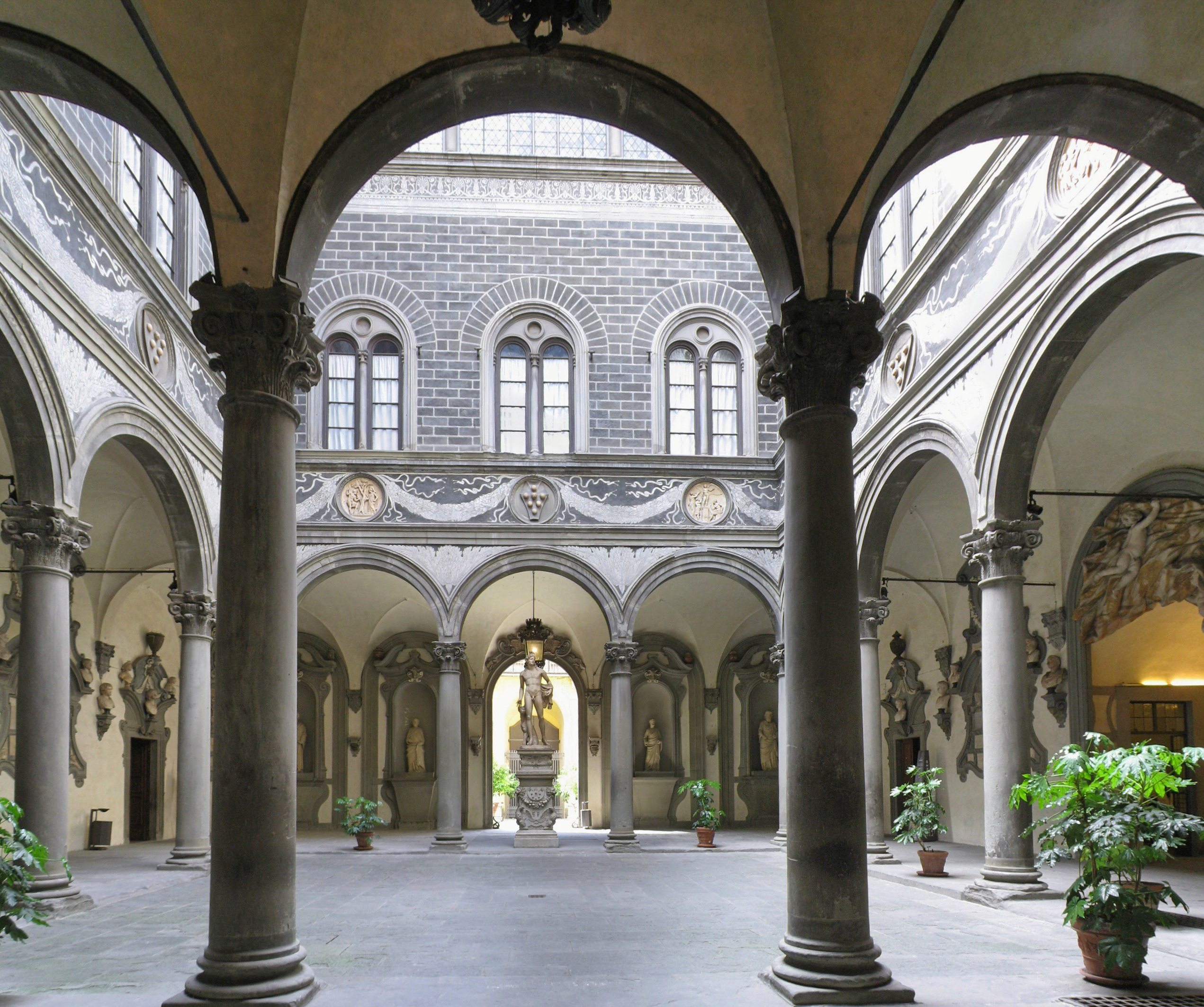
Cortile i Palazzo Medici Riccardi i Florens.

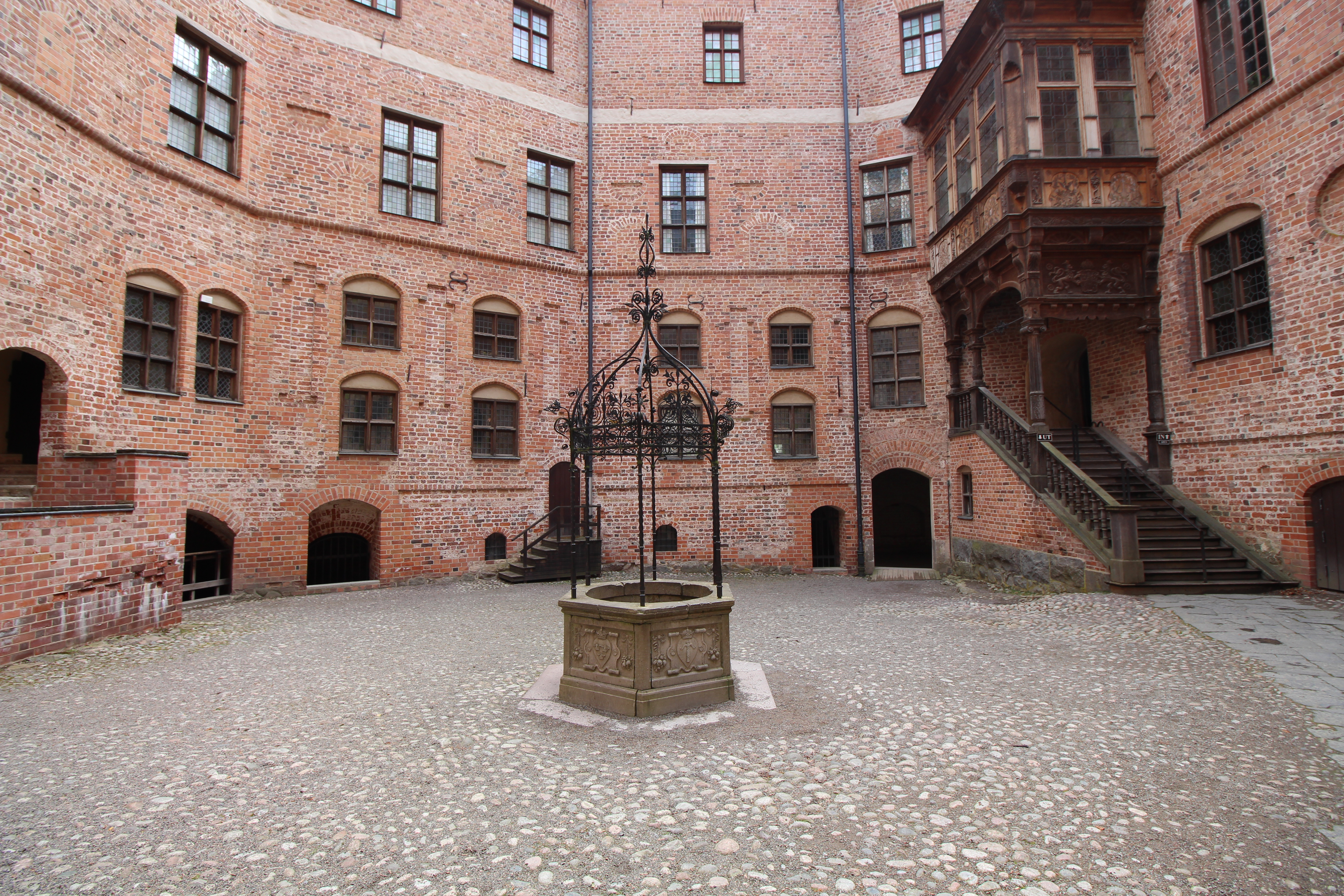
Inre borggården på Gripsholms slott.

En borggård är en kringbyggd innergård i en borg, fästning, palats eller ett slott. Det kan finnas en eller flera borggårdar i samma byggnadskomplex. En borggård kan omges av byggnader eller vallar. 
Det italienska begreppet cortile avser en monumental kringbyggd gård i ett palats, ofta kringgärdad av arkader.